# Liste der österreichischen Botschafter in Thailand
Diese Liste der österreichischen Botschafter in Thailand zeigt alle in der Zeit von 1954 bis heute (Stand 2021) akkreditierten Diplomaten in Thailand.  Der österreichische Botschafter mit Residenz in Bangkok ist regelmäßig auch bei den Regierungen von Kambodscha, Laos und Myanmar als Botschafter akkreditiert.
Diplomatische Beziehungen wurden 1869 aufgenommen. Eine österreichische konsularische Vertretung in Bangkok bestand aber seit 1865 durch einen k.k. Honorarkonsul (Kaufmann Alexius Redlich); er war auf Betreiben der Triester Börsendeputation (mit „allerhöchster Entschließung“ vom 28. November 1865) bestellt worden, da „in den siamesischen Gewässern bereits ein österreichischer Schiffsverkehr stattfindet“. Redlich kehrte drei Jahre später nach Europa zurück und übergab seinem Firmenchef Adolf Markwald provisorisch die Amtsgeschäfte als Gerent des k.k. Honorarkonsulates; als auch dieser nach Deutschland reiste, übergab er sie an seinen Teilhaber Wilhelm Masius.
Dieser war noch als Gerent im Amt, als im Mai 1869 ein erster Verband österreichischer Kriegsschiffe unter Konteradmiral Freiherr von Petz in Siam eintraf, um Vertragsverhandlungen über die Aufnahme formaler diplomatischer Beziehungen zu führen (von 6. bis 17. Mai 1869; Konteradmiral Petz überreichte zwar dem siamesischen König am 16. Mai 1869 sein Beglaubigungsschreiben des Kaisers, aber nur in seiner Funktion als Gesandter und bevollmächtigter Minister in außerordentlicher Mission, nicht als residenter Vertreter). Es wurde Übereinkunft der Akkreditierung eines Berufsdiplomaten (Ministerresidenten) in Siam erzielt, der aber gleichzeitig an den Höfen in Japan und China akkreditiert sein sollte. Von Kaiser Franz Josef I. wurde der bilaterale „Freundschafts-, Handels- und Schiffahrtsvertrag“ mit Siam am 8. Mai 1871 in Wien ratifiziert, von König Chulalongkorn (Rama V.) erst am 30. April 1872. Der erste Ministerresident war Heinrich von Calice (1831–1912), er überreichte König Chulalongkorn sein Beglaubigungsschreiben am 27. April 1872.
Von 1872 bis 1883 hatten die in Siam mitakkreditierten k.u.k. Ministerresidenten ihren Sitz in China, von 1883 bis 1912 in Japan. Erst am 1. November 1912 wurde eine residente k.u.k. Gesandtschaft in Siam eröffnet (d. h. eine Berufsvertretungsbehörde). Erster und zugleich letzter Missionschef war Gesandter Rudolf Wodianer von Maglód (1858–1932). Er traf im Februar 1913 in Bangkok ein, die erste Adresse der Gesandtschaft war das „Oriental Hotel“, später wurde ein privates Haus angemietet. Pläne zum Neubau einer Gesandtschaft wurden nicht mehr verwirklicht. Wodianer fuhr aus Krankheitsgründen im Mai 1914 auf längeren Urlaub nach Europa und konnte dann wegen des Kriegsausbruchs nicht mehr nach Siam zurückkehren. In seiner Abwesenheit führte Legationssekretär und Vizekonsul Emil Keil als Geschäftsträger das Amt. Die k.u.k. Gesandtschaft wurde infolge der Kriegserklärung von Siam an Österreich-Ungarn am 22. Juli 1917 geschlossen.
In der Zwischenkriegszeit wurde keine residenten Berufsvertretungsbehörde in Bangkok eröffnet. Nach dem Zweiten Weltkrieg wurden die diplomatischen Beziehungen im Jahr 1953 wieder aufgenommen.

## Botschafter
| Ernannt / Akkreditiert | Name               | Bemerkungen                             | ernannt während der Regierung von | akkreditiert beim Staatsoberhaupt (König) | Posten verlassen |
| ---------------------- | ------------------ | --------------------------------------- | --------------------------------- | ----------------------------------------- | ---------------- |
| 1954                   | Arno Halusa        | (* 13. August 1911; † 26. Juni 1979)    | Julius Raab                       | Bhumibol Adulyadej                        | 1958             |
| 1958                   | Anton Mayr-Harting | (* 12. Februar 1904; † 20. Januar 1995) | Julius Raab                       | Bhumibol Adulyadej                        | 1964             |
| 1964                   | Rudolf Baumann     | (* 9. Dezember 1910; † 24. April 1971)  | Josef Klaus                       | Bhumibol Adulyadej                        | 1967             |
| 1968                   | Werner Sautter     | (* 15. März 1926)                       | Josef Klaus                       | Bhumibol Adulyadej                        | 1972             |
| 1973                   | Walter De Comtes   | (* 6. Mai 1916; † 22. September 1975)   | Bruno Kreisky                     | Bhumibol Adulyadej                        | 1975             |
| 1976                   | Karl Peterlik      | (* 10. September 1932)                  | Bruno Kreisky                     | Bhumibol Adulyadej                        | 1981             |
| 1981                   | Rudolf Bogner      | (* 28. April 1935)                      | Bruno Kreisky                     | Bhumibol Adulyadej                        | 1987             |
| 1988                   | Peter Klein        | (* 4. Juli 1934; † Juni 2016)           | Fred Sinowatz                     | Bhumibol Adulyadej                        | 1991             |
| 1991                   | Erich Binder       | (* 3. Juli 1928)                        | Franz Vranitzky                   | Bhumibol Adulyadej                        | 1993             |
| 1994                   | Nikolaus Scherk    | (* 21. Mai 1942)                        | Franz Vranitzky                   | Bhumibol Adulyadej                        | 1997             |
| 1998                   | Georg Znidaric     | (* 30. August 1941)                     | Viktor Klima                      | Bhumibol Adulyadej                        | 2002             |
| 2002                   | Herbert Traxl      | (* 2. Dezember 1940)                    | Wolfgang Schüssel                 | Bhumibol Adulyadej                        | 2005             |
| 2005                   | Arno Riedel        | (* 30. September 1953)                  | Wolfgang Schüssel                 | Bhumibol Adulyadej                        | 2009             |
| 2009                   | Johannes Peterlik  | (* 23. Januar 1967)                     | Werner Faymann                    | Bhumibol Adulyadej                        | 2013             |
| Aug. 2013              | Enno Drofenik      | (* 20. September 1971)                  | Werner Faymann                    | Bhumibol Adulyadej                        | Aug. 2017        |
| Sep. 2017              | Eva Hager          | (* 7. März 1957)                        | Christian Kern                    | Vajiralongkorn                            | März 2022        |
| Apr. 2022              | Wilhelm Donko      | (* 16. Dezember 1960)                   | Sebastian Kurz                    | Vajiralongkorn                            |                  |